# Potenza specifica
In meccanica, per potenza specifica si indica il rapporto tra la massima potenza erogata e la cilindrata totale in un motore alternativo.
Secondo il SI, si dovrebbe esprimere in kW/m³, ma generalmente si usa il kW/dm³, mentre vengono ancora usati e tollerati (anche se inesatti) il CV/l e il kW/l.

## Come calcolarla
Per calcolare la potenza specifica di un motore, bastano poche informazioni, le quali si possono ricavare dalla carta di circolazione; la prima cosa da sapere è la potenza, la seconda la cilindrata esatta.
Se si vuole ottenere il valore in kW/l o kW/dm³, è sufficiente dividere la potenza del motore espressa in kW per la cilindrata in cc o dm³ e moltiplicare per mille (1000 cc = 1 litro = 1 dm³).
{\displaystyle kW/l=kW/dm^{3}={Potenza\ motore\ (kW) \over cilindrata\ (cc)}\cdot 1.000}
Da notare che il valore in kW/l coincide con il valore in kW/dm³.
Se invece si vuole il valore in kW/m³, è sufficiente dividere la potenza del motore espressa in kW per la cilindrata espressa in m³, ricavabile dividendo il valore in cc per un milione (1000 cc = 1 litro = 1 dm³ = 0,001 m³).
{\displaystyle kW/m^{3}=kW/dm^{3}\cdot 1.000}
Nel caso si voglia avere la potenza specifica in cavalli, è sufficiente moltiplicare il risultato, ottenuto con una delle formule sopra enunciate, per 1,36 (1 kW = 1,36 cv); se invece la si vuole espressa in HP (misura inglese), è sufficiente moltiplicare il risultato per 1,34 (dato che 1 kW = 1,36 cv e 1 cv =  0,98631 hp).

## Utilizzi errati
La potenza specifica viene incorrettamente usata come indice di rendimento del motore, anche se non tiene conto dei suoi consumi (g/kWh); infatti elevate potenze specifiche si possono ottenere con la sovralimentazione, che non aumenta il rendimento del motore, oppure al contrario con l'iniezione d'acqua, che riesce anche ad aumentare il rendimento.

## Valori comuni
I rendimenti dei motori possono variare a seconda del loro utilizzo e generalmente cambiano a seconda della categoria del veicolo (ovviamente non sarà così per tutti i veicoli di quella categoria).
- Per le formula 1, attualmente si raggiungono i 220-230 Kw/dm³; mentre negli anni ottanta, nell'era turbo, si registravano anche valori di 637 kW/dm³ (motore Renault EF15C, in assetto da qualifica).
- Per le moto si hanno valori più elevati: generalmente per i modelli sportivi il rendimento è pari a 130 kW/dm³, altrimenti scende a 90 kW/dm³, ma può arrivare, nei modelli di cilindrata 125 e 250 cc (stradali primi anni '90 ed enduro) muniti di motore a 2 tempi, anche a 180-200 kW/dm³.
- Per le automobili moderne, si hanno valori comuni che si attestano intorno a 50-60 kW/dm³.
- In aeronautica, invece, le potenze specifiche raggiunte sono decisamente più basse, nell'ordine dei 20-25 kW/dm³, per privilegiare l'affidabilità di questi propulsori.